# Frank Wood
Pour les articles homonymes, voir Wood.
Frank Wood, né le 10 février 1960, est un acteur américain.
Il participe à la série télévisée Flight of the Conchords.

## Filmographie

### Cinéma
- 2000 : In Love de Kris Isacsson : docteur
- 2000 : Escrocs mais pas trop de Woody Allen : Oliver
- 2000 : Pollock d'Ed Harris : Frank Pollock
- 2000 : Treize jours de Roger Donaldson : McGeorge Bundy
- 2001 : La Famille Tenenbaum de Wes Anderson : directeur d'hôtel
- 2002 : Influences de Daniel Algrant : Michael Wormly
- 2003 : In America de Jim Sheridan : pédiatre
- 2004 : The Undeserved de Brad Coley : Alex Montgomery
- 2004 : Winter Solstice de Josh Sternfeld : Bill Brennan
- 2004 : King of the Corner de Peter Riegert : Berenson
- 2004 : Keane de Lodge Kerrigan : banlieusard
- 2007 : Flakes de Michael Lehmann : Bruce
- 2007 : Michael Clayton de Tony Gilroy : Gerald
- 2007 : The Favor d'Eva S. Aridjis : Lawrence
- 2007 : Coup de foudre à Rhode Island de Peter Hedges : Howard
- 2008 : Lucky Days d'Angelica Torn et Tony Torn : Dr Ginger
- 2008 : L'Échange de Clint Eastwood : Ben Harris
- 2008 : Synecdoche, New York de Charlie Kaufman : Docteur
- 2009 : The Missing Person de Noah Buschel : Harold Fullmer
- 2009 : L'Attaque du métro 123 de Tony Scott : commissaire Sterman
- 2016 : The Phenom de Noah Buschel : Richard Boyer
- 2018 : L'Île aux chiens (Isle of Dogs) de Wes Anderson

### Télévision
- 1998 : New York, police judiciaire (saison 9, épisode 6) : Dr. Rutland
- 2002 : New York, section criminelle (saison 2, épisode 5) : George Weems
- 2012 : New York, unité spéciale (saison 14, épisode 8) : Andrew Lennox
- 2020-2021 : New York, unité spéciale (saison 22, épisodes 2 et 10) : médecin-légiste Abel Truman
- 2021-2022 : New York, unité spéciale (saison 23, épisodes 3, 7, 19 et 22) : médecin-légiste Abel Truman
- 2024 : New York, unité spéciale (saison 25, épisode 7) : médecin-légiste Abel Truman